# 屏東縣屏東市中正國民小學
22°40′24″N 120°29′16″E / 22.673338°N 120.487790°E

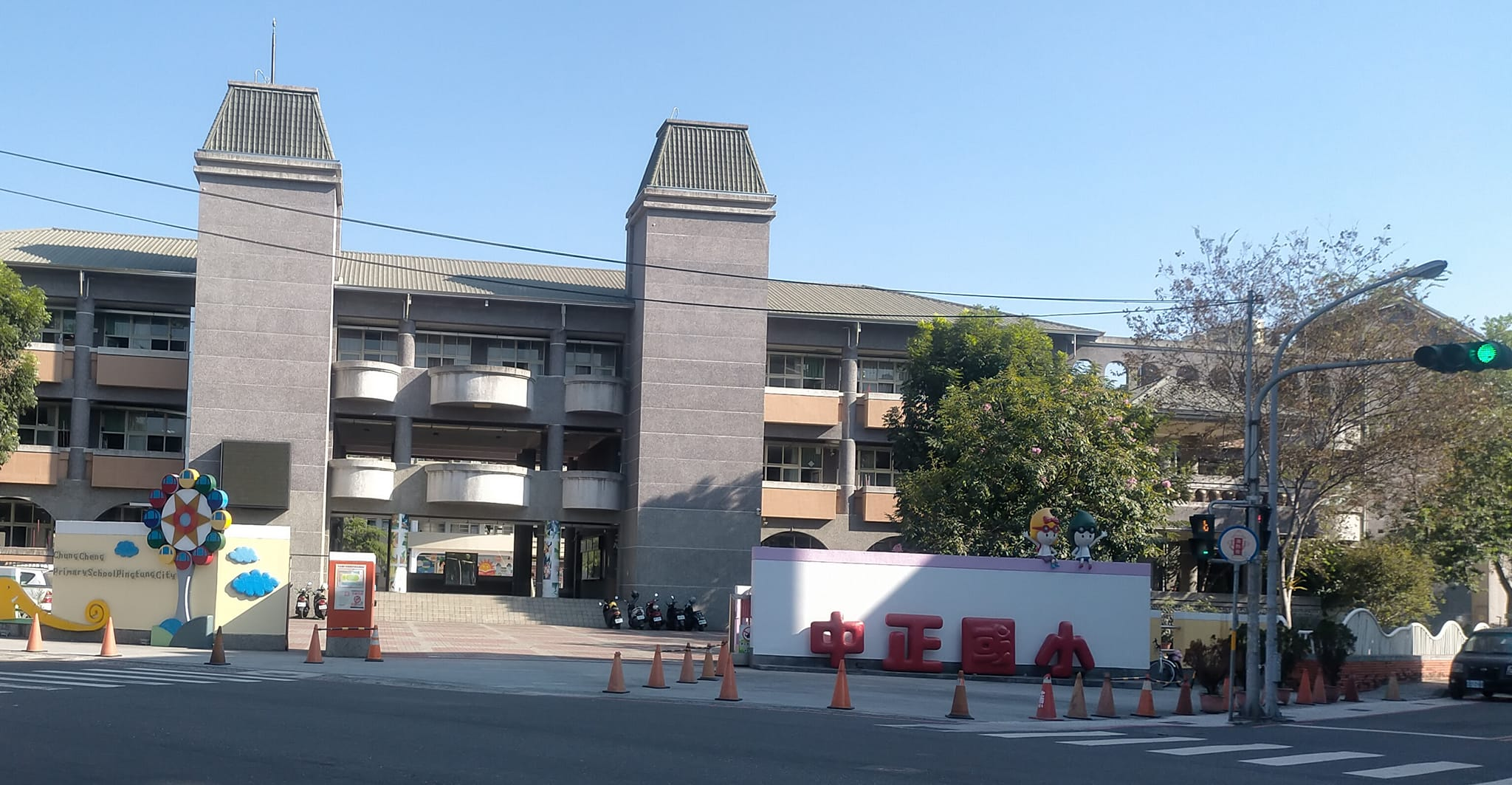
屏東縣屏東市中正國民小學大門

屏東縣屏東市中正國民小學（簡稱中正國小）為屏東縣屏東市的一所小學，其歷史可追溯至1903年設置的「阿緱尋常高等小學校」。

## 沿革

### 日治時期
阿緱尋常高等小學校於1903年創立，為日本人所就讀的小學，最初與阿猴公學校併置，於1908年才遷至現址。1912年4月，阿緱尋常高等小學校阿里港分教場、潮州分教場、東港分教場設立。1914年4月，東港分教場獨立為「東港尋常小學校」。1915年4月，阿里港分教場獨立為「阿里港尋常小學校」。1917年4月，潮州分教場獨立為「潮州尋常小學校」。1921年，改稱「屏東尋常高等小學校」。1941年，再改稱為「榮國民學校」。

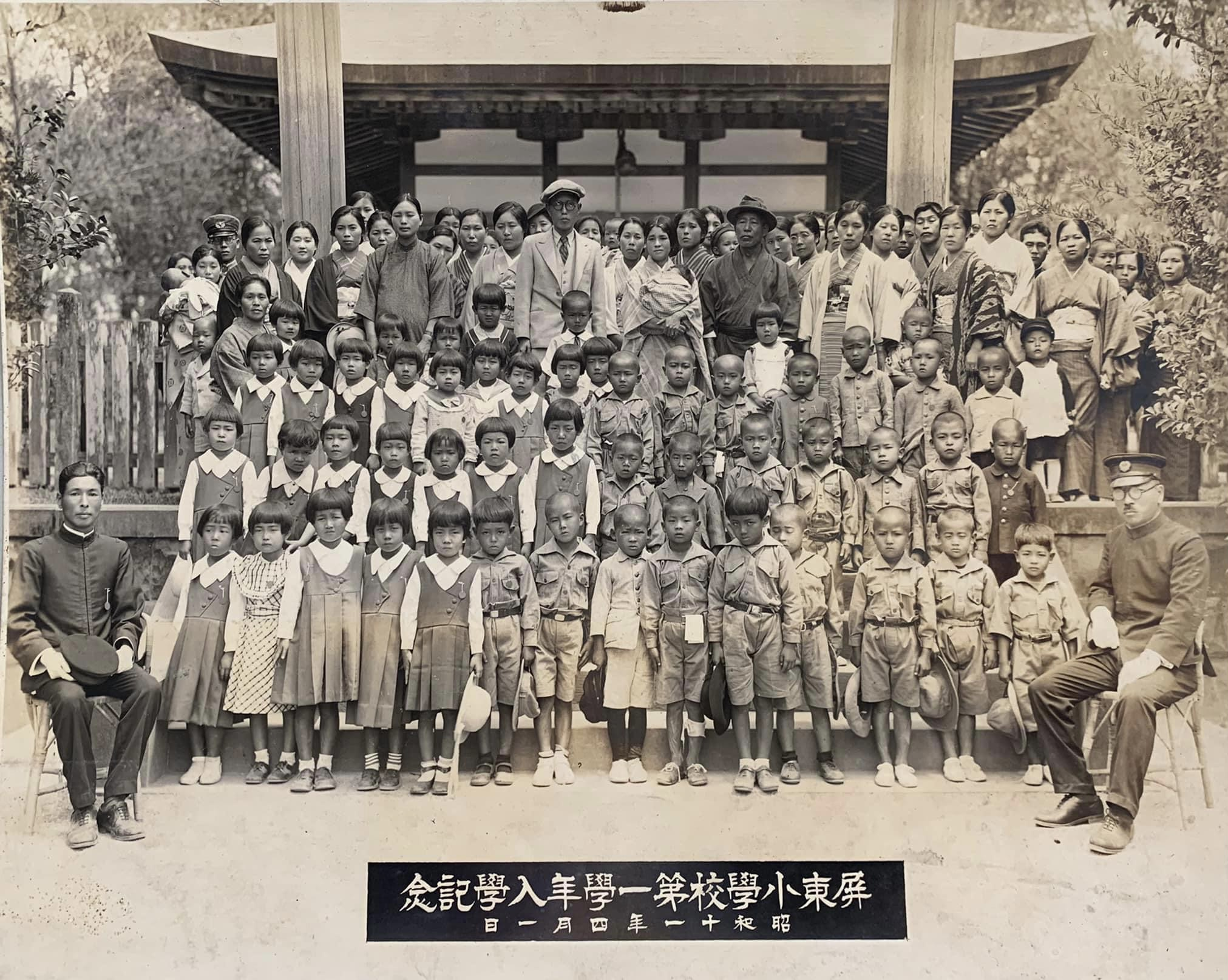
1936年（昭和11年）4月1日，屏東尋常高等小學校第一學年入學紀念照

### 戰後
二戰後，由於黑金國民學校（屏東公學校）被美軍空襲炸毀，而榮國民學校作為日人學校，其學生皆遣返回日本，於是原黑金國民學校師生的學籍皆移至榮國民學校，並於1945年作為「屏東市第一國民學校」復學。1946年，校名改為「中正國民學校」。1968年，九年國民義務教育實施，校名再改為「中正國民小學」。

## 其他
由於小學校在戰後等同於廢校，且黑金國民學校在二戰時被炸毀，而後再於榮國民學校復校，中正國小的校史多自屏東公學校開始論述，而其作為小學校的歷史則常被忽略。